# Leão de São Marcos

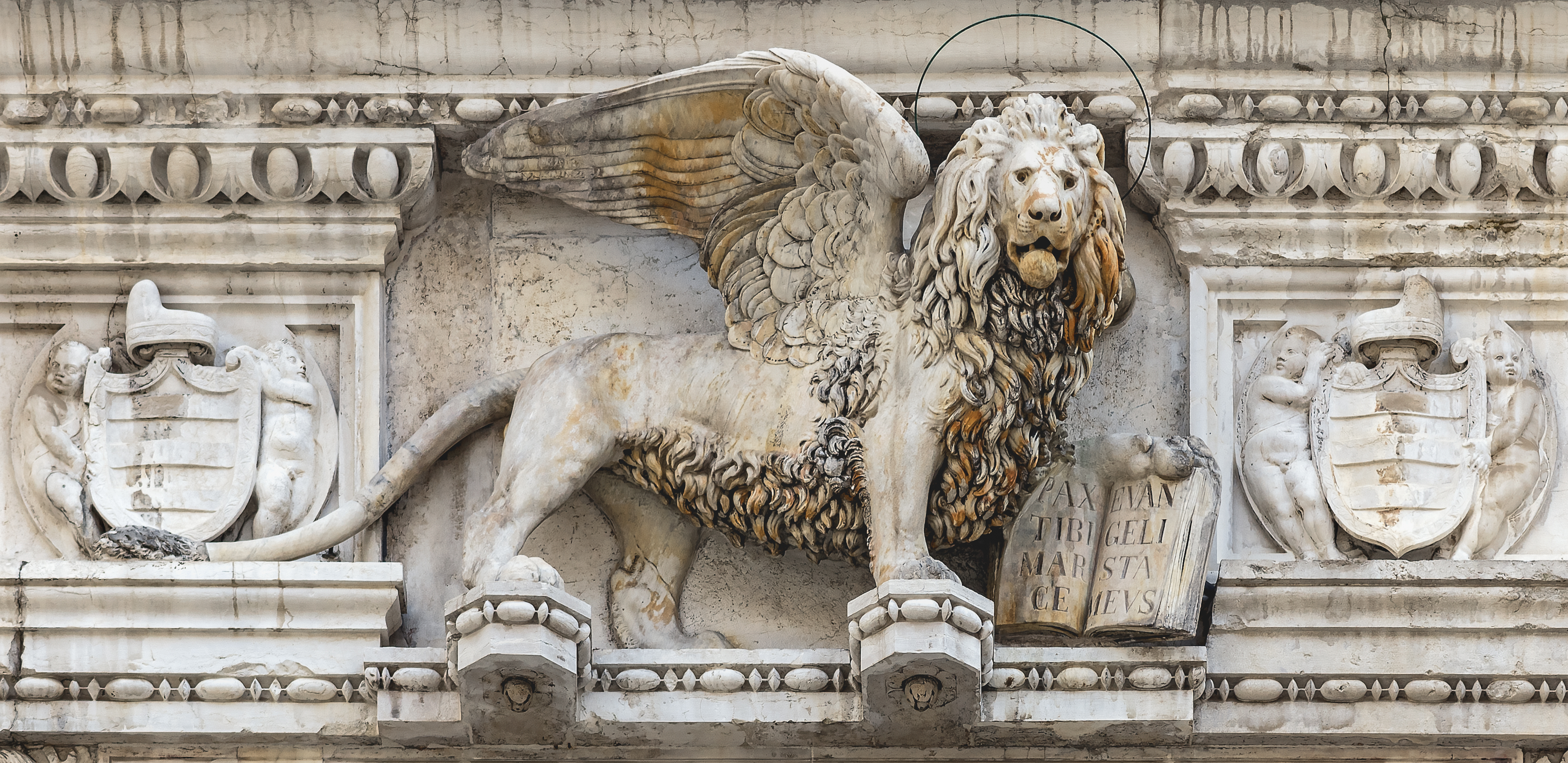
O Leão de São Marcos presente na bandeira da República de Veneza

O Leão de São Marcos (em vêneto: Leon de San Marco; em italiano: Leone di San Marco) é uma representação simbólica do evangelista São Marcos retratado na forma de um leão alado do tetramorfo. É frequente ser representado com um livro debaixo duma pata, um halo por cima da cabeça e segurando uma espada numa pata.
É um dos elementos mais conhecidos da iconografia cristã, é o símbolo da cidade de Veneza e foi o símbolo da antiga República de Veneza. Está também presente nas bandeiras das marinhas mercante e de guerra de Itália, da região de Véneto e da província de Veneza. É também o símbolo do Festival de cinema de Veneza, cuja galardão máximo, o Leão de Ouro é a imagem do um Leão de São Marcos; da companhia de seguros Assicurazioni Generali; do clube de futebol Unione Venezia; além de numerosos organismos civis e militares italianos.[carece de fontes?]

## Veneza e São Marcos

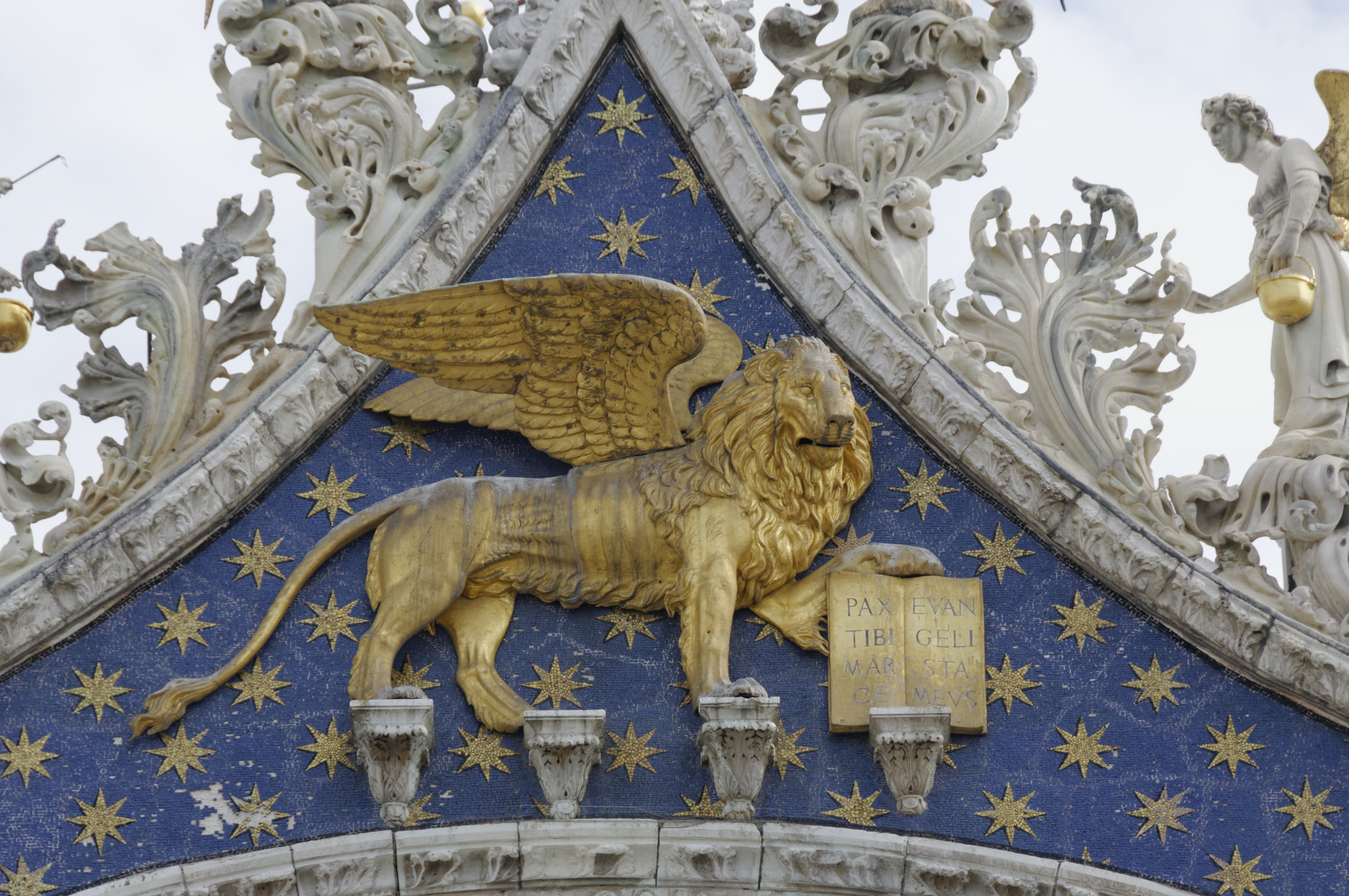
O Leão na fachada ocidental da Basílica de São Marcos de Veneza

Segundo a tradição veneziana, quando São Marcos estava a viajar através da Europa, chegou a uma lagoa em Veneza, onde lhe apareceu um anjo que lhe disse: «Pax tibi Marce, evangelista meus. Hic requiescet corpus tuum» ("Que a paz seja contigo, Marcos, meu evangelista. Aqui descansará o teu corpo"). Esta tradição, provavelmente apócrifa, foi usada como justificação por Rustico da Torcello e Bon da Malamocco em 828 para roubar os restos mortais de São Marcos do seu túmulo em Alexandria e levá-los para Veneza, onde acabaram por ser enterrados na Basílica de São Marcos. Um leão de bronze, o Leão de Veneza, o principal símbolo da cidade, foi instalado em uma coluna na praça defronte ao Palácio Ducal.

## Simbolismo e representações

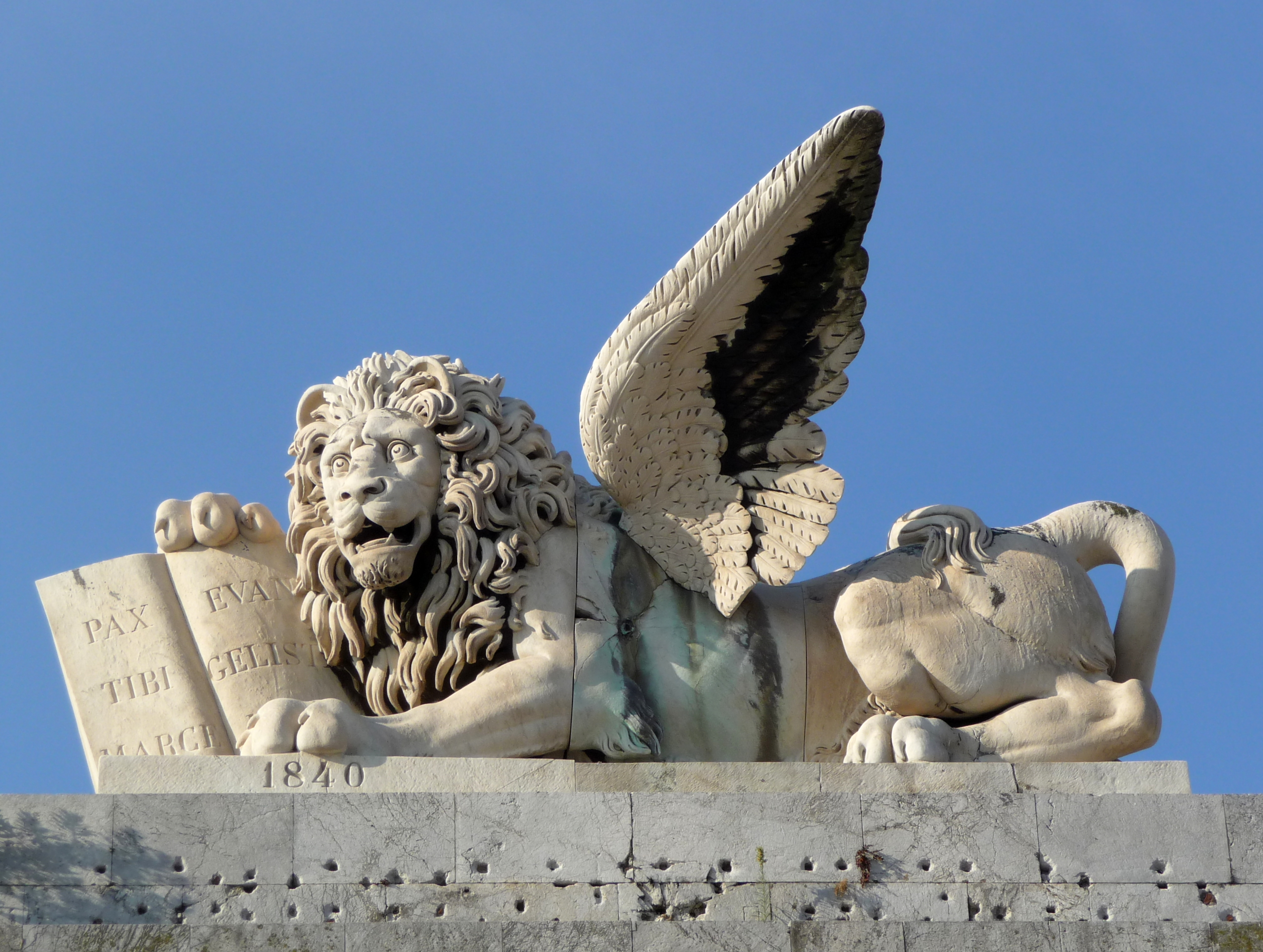
Estátua do Leão por cima da Porta de São Marcos de Livorno

A representação de São Marcos como um leão uma iconografia cristã típica derivada das visões proféticas contidas no verso do Apocalipse de São João 4:7. O leão é uma das quatro criaturas descritas nesse livro como estando em volta do trono do Todo-o-Poderoso e são os símbolos dos quatro evangelistas. Esse seres tinham sido descritos antes pelo profeta Ezequiel.[carece de fontes?]
O leão veneziano é representado de duas formas distintas. Uma é um animal alado que repousa sobre água, simbolizando o domínio sobre os mares, segurando o Evangelho de São Marcos debaixo de uma pata dianteira. Estes animais poderosos podem ser vistos por todo o Mediterrâneo, geralmente no cimo de uma coluna clássica. O outro tipo de representação é conhecida como o leão "in moleca", na forma de um caranguejo. Aqui o leão é representado de frente, com as asas rodeando a cabeça , fazendo lembrar as pinças de um crustáceo. Está a emergir da água, pelo que é associado com a laguna e a cidade, enquanto que o leão em pé é mais associado com os territórios venezianos em volta do Mediterrâneo.